# Canal Terrassa Vallès
Canal Terrassa és la televisió pública local que emet per TDT i en HD a través del canal 45 a tota la comarca del Vallès Occidental. Es va fundar el 17 de gener de 1986 amb el nom de TVT. Aquest naixement va ser fruit de la coincidència entre la voluntat política i l’interès d’un grup de terrassencs per crear un nou mitjà de comunicació local. Iniciar una televisió pública local oberta a tota la ciutat i que garantís el dret a la informació de tota societat democràtica.
És una televisió de servei que dóna molta importància als continguts. Amb la proximitat com a eix vertebrador, Canal Terrassa ofereix 24 hores diàries de programació. Aquesta prioritza la informació local, amb dues edicions de notícies de dilluns a divendres i una altra els caps de setmana. També hi destaquen els espais d’entrevistes, participació, esports i debats, amb una gran presència d’entitats diverses de la ciutat.
Canal Terrassa forma part de la Xarxa de Televisions Locals, organisme que agrupa més de 65 televisions locals de tot Catalunya.